# 馬歇爾伯格 (北卡羅萊納州)
馬歇爾伯格（英語：Marshallberg）是位於美國北卡羅萊納州加特利縣的普查規定居民點。

## 人口
根據2020年美國人口普查的數據，馬歇爾伯格的面積為1.68平方千米，當中陸地面積為1.65平方千米，而水域面積為0.00平方千米。當地共有人口341人，而人口密度為每平方千米202.98人。